# Wereldkampioenschap X-trial 2018

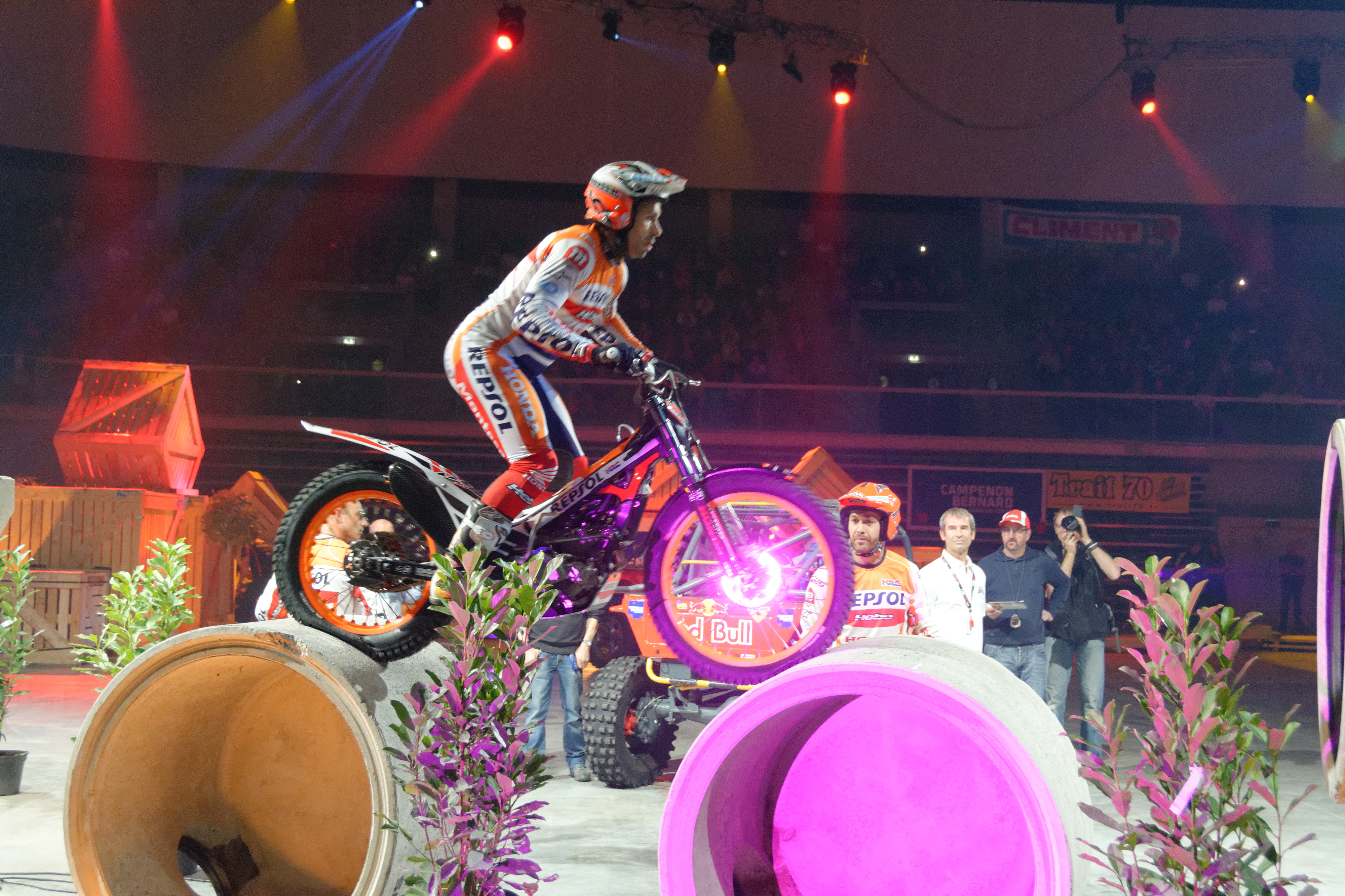
Twaalfvoudig wereldkampioen Toni Bou

Het FIM Wereldkampioenschap X-trial 2018 werd tussen 3 december 2017 en 29 maart 2018 gereden.
De rijders kwamen in 7 wedstrijden uit, waarvan 5 in Frankrijk, 1 in Spanje en 1 in Hongarije. De Spanjaard Toni Bou (HRC Montesa) behaalde zijn twaalfde opeenvolgende titel.

## Eindklassement
| Nr. | Naam                        | Vendée | Montpellier | Toulouse | Straatsburg | Barcelona | Parijs | Boedapest | Totaal |
| --- | --------------------------- | ------ | ----------- | -------- | ----------- | --------- | ------ | --------- | ------ |
| 1   | Toni Bou (Montesa)          | 20     | 20          | 20       | 20          | 20        | 6      | -         | 106    |
| 2   | Adam Raga (TRRS)            | 12     | 15          | 15       | 12 *        | 15        | 15     | 20        | 92     |
| 3   | Jaime Busto (GasGas)        | 15     | 1 *         | 4        | 4           | 6         | 20     | 15        | 64     |
| 4   | Benoit Bincaz (Scorpa)      | 4 *    | 9           | 12       | 9           | 9         | 9      | 12        | 60     |
| 5   | Miquel Gelabert (Sherco)    | -      | 6           | 9        | 15          | 3         | 4      | 6         | 43     |
| 6   | Jeroni Fajardo (GasGas)     | 9      | 4           | 2        | 6           | 12        | 3      | -         | 36     |
| 7   | James Dabill (Beta)         | 6      | 12          | 3        | 3           | 2         | 2 *    | 9         | 35     |
| 8   | Takahisa Fujinami (Montesa) | -      | 2           | 6        | -           | 4         | 12     | 4         | 28     |
| 9   | Alexandre Ferrer (Sherco)   | -      | 3           | -        | -           | -         | 1      | 2         | 6      |
| 10  | Luca Petrella (TRRS)        | -      | -           | -        | -           | -         | -      | 3         | 3      |
| 11  | Jorge Casales (Vertigo)     | 3      | -           | -        | -           | -         | -      | -         | 3      |
| 12  | Franz Kadlec (GasGas)       | -      | -           | -        | 2           | -         | -      | -         | 2      |
| 13  | Matteo Grattarola (Montesa) | 2      | -           | -        | -           | -         | -      | -         | 2      |
| 14  | Arnau Farré (Vertigo)       | 1      | -           | -        | -           | 1         | -      | -         | 2      |
| 15  | Jack Price (GasGas)         | -      | -           | 1        | 1           | -         | -      | -         | 2      |
| 16  | Gabriel Marcelli (Montesa)  | -      | -           | -        | -           | -         | -      | 1         | 1      |

```
* Slechtste resultaat telt niet mee in de einduitslag
```